# Boilers
Boilers er en dansk producerduo bestående af de to producere, Andreas Jensen og Anders Kanstrup. Boilers blev dannet under corona-lockdown i 2020, hvor Andreas og Anders mødte hinanden virtuelt og begyndte at lave musik sammen over zoom. Deres første single Kiss Me, som er et cover af 90'er hittet af samme navn fra Sixpence None The Richer, gav dem en pladekontrakt hos DJ'en, Oliver Heldens pladeselskab OH2 Records. På daværende tidspunkt havde de to medlemmer endnu ikke truffet hinanden ansigt til ansigt og først få dage før deres debut single udkom, mødtes de for første gang.

## Diskografi

### Udgivelser
- "Boilers - Kiss Me" (2020)
- "Declan J Donovan - Perfectly Imperfect - Boilers Remix" (2020)
- "Boilers- I Love Your Smile (feat. Gunnva)" (2021)
- "Faustix - Happy Place (feat. Cathrine Lassen) - Boilers Remix" (2021)
- "TooManyLeftHands & Bertie Scott - I Wanna Dance With Somebody - Boilers Remix" (2021)
- "Boilers - Flavours (feat. Camilia)" (2021)